# Mecelle

Titelblatt

Die Mecelle (osmanisch مجلۀ احکام عدلیه İA Mecelle-ʾi Aḥkām-ı ʿAdlīye, deutsch ‚Buch der gesetzlichen Bestimmungen‘) war das in den Jahren 1869 bis 1876 maßgeblich unter der Federführung Ahmed Cevdet Paschas entstandene Zivilgesetzbuch des Osmanischen Reiches. Der „Gesetzeskodex“ war eine Kompilation beziehungsweise der erste Versuch einer Kodifikation vermögensrechtlicher Bestimmungen des islamischen Rechts. Grundsätzlich richtete sich das aus 16 Büchern bestehende Gesetz nach der hanafitischen Rechtsschule. Umfasst waren Schuldrecht sowie einige sachen-, personen- und prozessrechtliche Vorschriften, wogegen Erb- und Familienrecht sowie das Recht der frommen Stiftungen nicht behandelt wurden.
Die Mecelle trat stückweise ab 1870 durch imperiale Erlässe (irade) in den osmanisch beherrschten Gebieten mit Ausnahme Ägyptens in Kraft.

## Geschichte

### Entstehung
Die Reform des osmanischen Rechtssystems begann mit dem am 3. November 1839 von Außenminister Reşid Pascha im Gülhane-Park verlesenen Hatt-ı Şerif (خط شريف / ‚Edles Handschreiben‘), womit die Epoche der Tanzimat, also der Neuordnung, eingeläutet wurde. Die Reformen bestanden, wie im Falle des aus dem Französischen übersetzten Handelsgesetzbuches (Kânunnâme-i Ticâret / قانوننامۀ تجارت) vom 28. Juli 1850, vornehmlich aus der Rezeption ausländischer Gesetze.
Verbunden mit dem Krimkrieg (1853–1856) zwischen dem Osmanischen Reich, Frankreich und Großbritannien auf der einen und dem Russischen Reich auf der anderen Seite wurde der Handel mit den Europäern weiter ausgedehnt. Naturgemäß führte die Zunahme der Handelsbeziehungen zu einem Zuwachs an Prozessen, die vor den gemischten Gerichten (Mehâkim-i Muhtelita / محاكم مختلطة) nach den Vorschriften des Handelsgesetzbuches von 1850 geführt wurden. Die Folge war, dass die Gerichte der erheblichen und ansteigenden Anzahl an Rechtsstreitigkeiten nicht gewachsen waren. Die verfügbaren Scheriatgerichte wurden nicht von den Europäern angesprochen, da vor diesen das Zeugnis eines Nichtmuslims gegen einen Muslim sowie eines Musta'mins gegen einen Dhimmi unzulässig war. Zur Lösung dieses Problems wurde die Übersetzung und Anwendung des Code civil vorgeschlagen, was zwar Befürworter fand, wogegen sich jedoch die Ulama verschlossen. Die Regierung entschied sich für eine Zusammenstellung vermögensrechtlicher Bestimmungen des islamischen Rechts (Fiqh al-Mu'amalat / فقه المعاملات / ‚Rechtswissenschaft über die zwischenmenschlichen Beziehungen‘). Es sollte ein allgemein verständliches Gesetzbuch (metn-i metîn / متن متين / ‚nüchterner Text‘) erarbeitet werden.
Die Arbeit am Metn-i Metîn begann am 2. November 1855 unter Vorsitz Rüşdi Molla Efendis, eines Mitglieds des Hohen Rats der Tanzimat (Meclis-i Âli-i Tanzimât / مجلس عالی تنظیمات). Weitere Mitglieder waren der Istanbul Kadısı Tahir Efendi, der Hofchronist (vakʿanüvis / وقعه نویس / ‚Ereignisschreiber‘) Cevdet Efendi sowie Hüsam Efendi und Ali Ratib Bey, beides Mitglieder im Rat für allgemeine Erziehung (Meclis-i Maârif-i Umûmiye / مجلس معارف عموميه). Der Ausschuss stellte zwar einen Teil beziehungsweise ein erstes Buch fertig, nämlich das Kitâbü'l-Büyû (كتاب البيوع / ‚Buch über den Verkauf‘), löste sich dann aber wegen der ungeeigneten Auswahl der Ausschussmitglieder unverrichteter Arbeit auf.

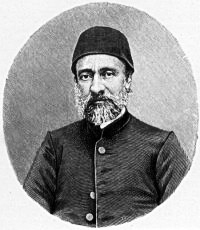
Mehmed Emin Ali Pascha, einer der Hauptbefürworter einer Rezeption des Code civil.

Am 30. November 1867 verfasste Großwesir Mehmed Emin Ali Pascha ein Memorandum an Sultan Abdülaziz, in dem er sich eindringlich am Beispiel Ägyptens, wo der Code civil ins Arabische übersetzt worden war, für die Rezeption des französischen Zivilgesetzbuches aussprach. Auch der Handelsminister Mehmed Kabûlî Pascha sowie der französische Botschafter Nicolas Prosper Bourée übten dahingehend Druck aus. Tatsächlich hatte Ali Pascha zu diesem Zeitpunkt bereits Said Pascha mit der Übersetzung aus dem Arabischen beauftragt und dafür einen Ausschuss gegründet.
Zur Klärung der weiteren Vorgehensweise wurde schließlich eine Spezialkommission einberufen, wo sich die Paschas Ahmed Cevdet, Mehmed Fuad und Şirvânîzâde Mehmed Rüşdi erfolgreich gegen eine Rezeption durchsetzen konnten. Der von Said Pascha geleitete Ausschuss, welcher bis zum März 1868 schon 1.500 bis 1.600 Artikel fertiggestellt hatte, wurde aufgelöst. Die sogenannte „wissenschaftliche Gesellschaft“ (Cemiyet-i İlmiye / جمعيت علميه), der Seyyid Halil, Seyfeddin, Seyyid Ahmed Hulusi, Seyyid Ahmed Hilmi, Mehmed (auch Muhammed) Emin und Ibn Âbidinzâde Alâeddin angehörten, begann unter dem Vorsitz des zum Justizminister ernannten Ahmed Cevdet Pascha mit der Erstellung der Mecelle. Die fertiggestellte Einleitung (Mukaddime / مقدمة) und das Kitâbü'l-Büyû wurden am 22. März 1869 zur Prüfung vorgelegt und traten am 20. April 1869 in Kraft. Es folgten das Kitâbü'l-Icârât (كتاب الاجارات / ‚Buch über die Miete‘) am 7. Februar 1870 und das Kitâbü'l-Kefâle (كتاب الكفالة / ‚Buch über die Bürgschaft‘) am 20. April 1870.
Während das Kitâbü’l-Havâle (كتاب الحوالة / ‚Buch über die Assignation‘) noch zur Prüfung vorlag und das Kitâbü’r-Rehn (كتاب الرهن / ‚Buch über das Pfand‘) vor der Fertigstellung stand, wurde Ahmed Cevdet Pascha Ende April 1870 infolge der starken Opposition des Scheichülislams Hasan Fehmi Efendi und der Ulama als Justizminister abgesetzt und von der Mecelle-Kommission abberufen. Hasan Fehmi Efendi, ein Günstling des Großwesirs Ali Pascha, vertrat die Ansicht, dass die Erstellung der Mecelle nicht Aufgabe des säkularen Justizministeriums war, sondern vielmehr in den Zuständigkeitsbereich des Bâb-ı Meşîhat (باب مشيخت / ‚Amt des Scheichülislam‘) fiel. Der nun dem Bâb-ı Meşîhat angehörige Mecelle-Ausschuss erarbeitete unter der Leitung Gerdankıran Ömer Efendis das Kitâbü'l-Vedîa (كتاب الودیعه / ‚Buch über die sichere Aufbewahrung‘), das jedoch ob seines Inhalts und der Gesetzestechnik heftiger Kritik gegenüberstand und dazu führte, dass die Führung am 24. August 1871 erneut Ahmed Cevdet Pascha anvertraut wurde. Dieser ließ die betroffenen Exemplare beschlagnahmen und vernichten.
Unter der Federführung Ahmed Cevdet Paschas konnten trotz der nach wie vor bestehenden „religiösen Opposition“ elf weitere Bücher fertiggestellt werden. Schließlich löste sich die Mecelle-Kommission faktisch 1876 mit der Thronbesteigung Abdülhamids II., offiziell jedoch im Jahr 1888 auf, ohne dass das islamische Erb- und Familienrecht behandelt wurde.

### Aufhebung
In der Türkei trat die Mecelle nach Art. 43 i. V. m. Art. 48 des Gesetzes Nr. 864 vom 29. Mai 1926 über das Inkrafttreten und die Form der Anwendung des Zivilgesetzbuches am 4. Oktober 1926 außer Kraft. In Albanien wurde sie 1928, im Libanon 1932, in Syrien 1949, im Irak 1953 und auf Zypern in den 1960ern aufgehoben. In Israel bewahrte die Mecelle offiziell bis zum Gesetz zur Aufhebung der Mecelle (hebräisch חוק לביטול המג'לה) vom 28. Juni 1984 ihre Gültigkeit. Zuvor wurden jedoch schon einzelne Regelungen und ganze Bücher, wie etwa das erste Buch mit Art. 36 des Verkaufsgesetzes (חוק המכר) von 1968, außer Kraft gesetzt. In den Palästinensischen Autonomiegebieten gilt sie bis heute als Zivilgesetzbuch.

## Aufbau
Die kasuistisch aufgebaute Mecelle bestand aus einer 100 Artikel umfassenden Einleitung (Mukaddime / مقدمة) sowie 1.751 Artikeln in 16 Büchern. Die Einleitung setzte sich aus einer ersten (Art. 1) und einer zweiten Vorrede (Art. 2–100) zusammen. Während die erste Vorrede den Begriff des Fiqh definierte, enthielt die zweite Vorrede 99 Rechtsmaximen, die im Wesentlichen von Ibn Nudschaim stammen.
| Name | Artikel   |
| --- | --------- |
| Mukaddime / مقدمة / ‚Einleitung‘                                                                                            | 1–100     |
| Kitâbü’l-Büyû / كتاب البيوع / ‚Buch über den Verkauf‘                                                                       | 101–403   |
| Kitâbü’l-Icârât / كتاب الاجارات / ‚Buch über die Miete‘                                                                     | 404–611   |
| Kitâbü’l-Kefâle / كتاب الكفالة / ‚Buch über die Bürgschaft‘                                                                 | 612–672   |
| Kitâbü’l-Havâle / كتاب الحوالة / ‚Buch über die Anweisung‘                                                                  | 673–700   |
| Kitâbü’r-Rehn / كتاب الرهن / ‚Buch über das Pfand‘                                                                          | 701–761   |
| Kitâbü’l-Emânât / كتاب الامانات / ‚Buch über die Anvertrauung‘                                                              | 762–832   |
| Kitâbü’l-Hibe / كتاب الهبة / ‚Buch über die Schenkung‘                                                                      | 833–880   |
| Kitâbü’l-Gasb ve’l-Itlâf / كتاب الغصب والاتلاف / ‚Buch über die Usurpation und Beschädigung fremder Sachen‘                 | 881–940   |
| Kitâbü’l-Hacr ve’l-Ikrâh ve’ş-Şüf’a / كتاب الحجر والاكراه والشفعة / ‚Buch über das Verbot, den Zwang und das Vorkaufsrecht‘ | 941–1044  |
| Kitâbü’ş-Şirket / كتاب الشركات / ‚Buch über die Gesellschaft‘                                                               | 1045–1448 |
| Kitâbü’l-Vekâle / كتاب الوكالة / ‚Buch über die Vertretung‘                                                                 | 1449–1530 |
| Kitâbü’s-Sulh ve’l-Ibrâ / كتاب الصلح والابراء / ‚Buch über den Vergleich und den Rechtsverzicht‘                            | 1531–1571 |
| Kitâbü’l-Ikrâr / كتاب الاقرار / ‚Buch über die Anerkennung‘                                                                 | 1572–1612 |
| Kitâbü’d-Da’vâ / كتاب الدعوى / ‚Buch über die Klagen‘                                                                       | 1613–1675 |
| Kitâbü’l-Beyyinât ve’t-Tahlîf / كتاب البينات والتحليف / ‚Buch über den Beweis und den Eid‘                                  | 1676–1783 |
| Kitâbü’l-Kazâ / كتاب القضاء / ‚Buch über die Gerichtsbarkeit‘                                                               | 1784–1851 |

### Kommentare
- Hafız Mehmed Ziyâeddin: Mecelle-i Ahkâm-ı Adliyye Şerhi. Istanbul.
- Hoca Emin Efendizâde Ali Haydar: Dürer ül-Hükkam Şerh-i Mecellet ül-Ahkam / درر الحکام شرح مجلة الأحکام. Âlem Matbaası, Istanbul 1895/96.
- Kırımlı Abdüssettâr Efendi: Mecelle Şerhi Teşrih / مجله شرحى تشريح. Mihran Matbaası, Istanbul (online).
- Hacı Reşid Pascha: Rûhu’l-Mecelle / روح المجلة. Istanbul.
- Salīm b. Rustam Bāz: شرح المجله / Šarḥ al-Maǧallah. Beirut 1888.

### Übersetzungen
Englisch
- William Ebenezer Grigsby: The Medjellè or Ottoman Civil Law. Stevens & Sons, London 1895.
- Sir Charles Robert Tyser u. a.: The Mejelle. Government Printing Press, Nikosia 1901.

Französisch
- Démétrius Nicolaides: Code civil ottoman. Istanbul 1881.
- George Young: Code Civil Ottoman. In: Corps de Droit Ottoman. Recueil des Codes, Lois, Règlements, Ordonnances et Actes les plus importants du Droit Intérieur, et d’Études sur le Droit Coutumier de l’Empire Ottoman. Bd. 6, Clarendon Press, Oxford 1906, S. 176–446.